# Jaume Palou Fuste
Jaume Palou Fuste (Barcelona, 10 de junio de 1966 - Badalona, 29 de marzo de 2023) fue un ingeniero español que mediante sus diversas empresas y proyectos hizo lo posible para luchar contra el cambio climático . Uno de sus proyectos fue una boya que funcionaba con una app y así no dañaba ni el paisaje menorquín ni la posidonia del fondo del mar. El proyecto más relevante que hace ver fue un respirador "CPAP" portátil llamado "Airmony" que permitía a los pacientes de apnea del sueño poder descansar con un aparato mucho más pequeño y sin necesidad de conectarse a la corriente.
A la edad de 57 años murió ahogado bañándose en la playa de Badalona. Tras su muerte, el mar lo arrastró hasta que el 17 de mayo de 2023 apareció su cadáver en la playa menorquina de Arenal del Castillo.